# ビビリ劇団
ビビリ劇団（びびりげきだん）とは、テレビ朝日系列の番組『『ぷっ』すま』に出演している劇団である。劇団びびり王、『ぷっ』すま劇団等とも呼ばれ、正式名称は現段階では存在しない。また、本編中に劇団メンバーの名前は基本的にクレジットされない。
同番組のコーナーである「芸能界ビビリ王決定戦」「芸能界完ペキ男（パーフェクトマン）決定戦!!」で設定されたシチュエーションに、エキストラとして出演している特定のメンバーを呼ぶようになったものである。他にもメンバーの一部が「物件拝見トレジャーバトル」「芸能界見破り王決定戦」等のコーナーに出演することがある。
吉井由紀によると、「最初は楽屋に個人名が書かれていたのに、いつの間にか『ビビリ劇団様』でまとめられるようになっていた」とのこと。
2回以上参加すると、公式サイト内の掲示板で劇団員として紹介される。

## メンバー
- 吉井由紀（テンカラット）（座長）
- 島田ゆかり（ともだち）（副座長）
- 滝川健（悪役商会）
- 柿辰丸（悪役商会）
- 田中謙次（萩本企画）
- 柴崎蛾王（悪役商会）
- 桜京子（徳間プロモーション）
- 茜澤茜（エーライフプロダクツ）
- 単千起（悪役商会）
- 千本松喜兵衛（悪役商会）
- 森下瑠子（子役）（ジュネス企画）
- 田中いちえ（ワンエイトプロモーション）
- 西中節也（悪役商会）
- 渡部和正（萩本企画）
- 有道広哲（悪役商会）